# Pterolophia lemoulti
Pterolophia lemoulti är en skalbaggsart som beskrevs av Stefan von Breuning 1939. Pterolophia lemoulti ingår i släktet Pterolophia och familjen långhorningar. Inga underarter finns listade i Catalogue of Life.